# 준비에브 뷔조
준비에브 뷔조(프랑스어: Geneviève Bujold, 1942년 7월 1일 ~ )는 캐나다의 배우이다.

## 출연 작품
- 코러스 (2015)
- 노던 보더스 (2013)
- 이디야와 얼음왕국의 전설 (2013)
- 해피엔딩 프로젝트 (2012)
- 주님의 사랑때문에 (2011)
- 더 트로츠키 (2009)
- 천사들의 추억 (2008)
- 디서피어런스 (2006)
- 바이 더 프릭킹 오브 마이 썸 (2005)
- 다운타운: 어 스트리트 테일 (2004)
- 파인딩 홈 (2003)
- 혼돈과 욕망 (2002)
- 알렉스 인 원더 (2001)
- 아이 오브 비홀더 (1999)
- 라스트 나잇 (1998)
- 데드 이노센트 (1996)
- 피노키오의 모험 (1996)
- 엠부시 오브 고스트 (1993)
- 황홀한 비밀 (1992)
- Les noces de papier (1990)
- 모던스 (1988)
- 대드링거 (1988)
- 레인 시티 (1985)
- 날 선택해요 (1984)
- 연쇄 살인 (1984)
- 배반의 계절 (1982)
- 노아의 불시착 (1980)
- 최후의 임무 (1980)
- 살인 지령 (1979)
- 죽음의 가스 (1978)
- 남과 여 2 (1977)
- 카리브해의 대해적 (1976)
- 강박관념 (1976)
- 미녀와 건달 (1975)
- 대지진 (1974)
- 액트 오브 더 하트 (1970)
- 천일의 앤 (1969)
- 파리의 도적 (1967)
- 왕이 된 사나이 (1966)
- 전쟁은 끝났다 (1966)
- 아마니타 페스틸렌스 (1963)
- 프렌치 캉캉 (1954)